# Maréchal de Champagne
Le maréchal de Champagne (du francique marhskalk, issu du germanique commun markhaz, lui-même issu du celtique "markh" (cheval), et du germanique skalkaz (serviteur), comprendre le serviteur chargé du soin des chevaux) était un haut dignitaire du comté de Champagne pendant la période comtale, membre de la cour du comte, dont il seconde le connétable dans sa charge de commander l'armée de ce comte.

## Fonction
Le maréchal  de Champagne est chargé de seconder le connétable dans sa charge de commander l'armée du comte et de régler les différends d'origine militaire entre les chevaliers ou les hommes de leur ban.
Cette charge, qui peut être portée par plusieurs personnes en même temps, est rémunérée par le comte et donnée à titre viager et n'est donc pas héréditaire.
Alors que les autres titres de grands-officiers de Champagne, comme le sénéchal ou le connétable, sont généralement réservés à la haute noblesse, celui de maréchal est souvent porté par des chevaliers issus de la petite noblesse.

## Liste des maréchaux de Champagne

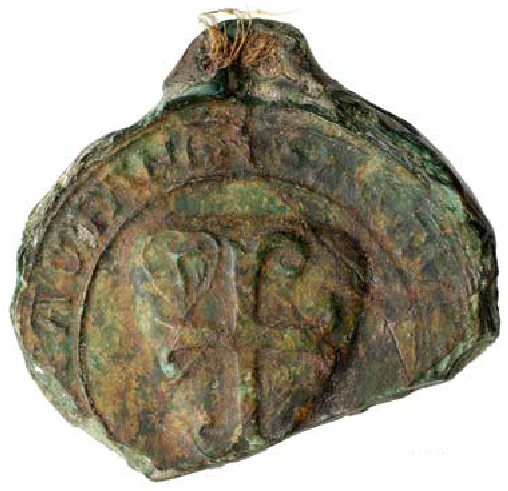
Sceau du maréchal de Champagne Geoffroy de Villehardouin.

### SousHuguesIerde Champagne
- David, maréchal en 1100[AJ 3].

### SousHenriIerde Champagne, ditle Libéral
- Gautier de Provins, maréchal de 1152 à 1158, conjointement avec le suivant[AJ 4].
- Geoffroy de Chartres, maréchal de 1153 à 1158), conjointement avec le précédent[AJ 4].
- Gervais, maréchal en 1157[AJ 5].
- Guillaume le Roi († en 1179), maréchal de 1158 à 1179[AJ 5].
- Milon de Provins, dit le Bréban, fils du précédent[AJ 6].

### SousHenri II de Champagne,Thibaut III de Champagneet la régence deBlanche de Navarre
À partir du comte Henri II de Champagne, la fonction de maréchal possède deux titulaires :
- Geoffroy de Villehardouin († vers 1218), seigneur de Villehardouin, maréchal conjointement avec les précédents, de 1185 environ jusqu'à 1202 où il part pour la quatrième croisade et devient maréchal de Romanie[Note 2].
- Érard Ier d'Aulnay († en 1185), seigneur d'Aulnay, maréchal de 1181 environ jusqu'à sa mort en 1185, il est remplacé par son fils qui suit[AJ 1].
- Odard d'Aulnay († vers 1235), seigneur d'Aulnay, succède à son père comme maréchal[AJ 1] mais résigne en 1227[AJ 8].

### SousThibaut IV de Champagne, également roi de Navarre
- Érard de Villehardouin († après 1224), seigneur de Villehardouin, de Villy et de Lézinnes, fils du précédent à qui il succède, maréchal de 1222 environ à sa mort après 1224[AJ 8].
- Guillaume Ier de Lézinnes († en 1246), seigneur de Villy et de Lézinnes, fils du précédent[AJ 9].
- Geoffroy de Louppy († avant 1246), succède à Odard d'Aulnay[AJ 10].

Cette charge semble s'être éteinte avec le décès de ce dernier, ainsi ne reste qu'un seul titulaire.

### SousThibaut V de ChampagneetHenri III de Champagne, rois de Navarre
- Anseau V de Traînel († avant 1268), seigneur de Voisines et qui devient vers 1252 connétable de Champagne [AJ 11].
- Eustache III de Conflans († après 1293), seigneur de Mareuil, maréchal vers 1258 mais qui devient vers 1264 connétable de Champagne et est remplacé par son frère Hugues II de Conflans. Il est également gouverneur de Champagne[AJ 11].
- Hugues II de Conflans († vers 1270), seigneur de Conflans, succède à son frère comme maréchal[AJ 12].

### Sous la régence deBlanche d'ArtoispuisJeanne de Champagne, reine de France et de Navarre
- Hugues III de Conflans († après 1295), seigneur d'Étoges et fils du précédent, succède à son père comme maréchal[AJ 12].
- Hugues IV de Conflans († vers 1300), seigneur de Conflans et frère du précédent, succède à son frère comme maréchal[AJ 12].

### Après le rattachement du comté de Champagne au royaume de France
- Eustache de Conflans, seigneur de Dampierre-en-Astenois du chef de sa femme, frère du précédent, succède à son frère comme maréchal.
- Jean de Conflans († en 1358), seigneur de Dampierre-en-Astenois, gouverneur de Navarre et conseiller du roi. Fils du précédent, succède à son père comme maréchal.